# BurgerBelangen Almelo
BurgerBelangen Almelo (BBA) was een lokale politieke partij in de gemeente Almelo.

## Ontstaan
De partij is voortgekomen uit de door Joop Schepers en Marcel Hubers in 1994 opgerichte lokale partij Almelo's Burger Collectief (ABC) dat toen 2 zetels behaalde. Onderlinge geschillen maakten dat Schepers en Hubers in 1997 verder gingen door BurgerBelangen Almelo op te richten met dezelfde doelstelling, het breken van de macht van het CDA en PvdA als traditionele coalitiegenoten die geen ruimte boden voor alternatieven.

### Periode 1998-2010
In 1998 haalde BBA één zetel maar al snel stapte het enige ABC-raadslid Joop Arends over naar BBA vanwege te weinig steun van de achterban en werd daarmee ABC buitenspel gezet. Bij de gemeenteraadsverkiezingen van 2002 haalde de partij ten opzichte van '98 30% stemmen meer, maar kwam het 35 stemmen tekort om de 2 raadszetels te handhaven. Dat jaar nam ook Leefbaar Almelo voor het eerst als lokale partij (3 zetels) deel aan de verkiezingen. Bij de verkiezingen van 2006 ging BBA een lijstverbinding aan met het Almelo's Liberaal Alternatief, maar haalde dit keer geen zetel en verdween uit de gemeenteraad. Op 24 maart 2009 kondigde oud-raadslid Marcel Hubers aan dat hij waarschijnlijk in maart 2010 deelneemt aan de gemeenteraadsverkiezingen met BBA. De samenwerking wordt dan gezocht met de personen achter Leefbaar Overijssel en Onafhankelijke Partij Almelo. Alberto Kampman werd vervolgens tot lijsttrekker benoemd. De BBA wist geen zetel te bemachtigen bij de gemeenteraadsverkiezingen van 2010.

### Samenwerking en fusie
Bij de gemeenteraadsverkiezingen van 2014 maakte de partij een comeback door na acht jaar weer terug te keren in de gemeenteraad met 3 raadszetels onder aanvoering van Louis Kampman. Direct daarna werd één fractie gevormd met ALA en Almelooooo waardoor een fractie werd gevormd van 7 raadsleden. Raadslid Gerrit Stam (ALA) werd later uit de fractie gezet vanwege een gebrek aan samenwerking. Hj sloot zich later aan bij het gehalveerde D66. De fractie LAS was later de aanleiding tot de fusie tussen BBA, ALA en Almelooooo. Voor de gemeenteraadsverkiezing 2018 telde de Kiesraad de behaalde stemmen in 2014 samen en kende Lokaal Almelo Samen (LAS) overeenkomstig de reglementen kieslijst nummer 1 toe voor de gemeenteraadsverkiezing in 2018. 
BBA hield daarmee op te bestaan net zoals ALA en Almelooooo.